# The Sound (Antarktika)
The Sound (englisch für Der Sund; in Chile Canal Sound; in Argentinien Canal Principal ‚Hauptkanal‘) ist eine 5 km lange und 800 m breite Meerenge im Palmer-Archipel vor der Westküste der Antarktischen Halbinsel. Sie trennt in nord-südlichem Verlauf die Gruppe der Melchior-Inseln in die Östlichen und Westlichen Melchior-Inseln.
Teilnehmer der Vierten Französischen Antarktisexpedition unter der Leitung des Polarforschers Jean-Baptiste Charcot nahmen eine erste grobe Kartierung vor. Die Benennung geht wahrscheinlich auf Wissenschaftler der britischen Discovery Investigations zurück, welche die Meerenge im Jahr 1927 vermaßen. Argentinische Expeditionen führten 1942, 1943 und 1948 weitere Vermessungen durch.